# أليساندرو شكاريوني
أليساندرو شكاريوني (Alessandro Scarioni)، مواليد في 8 مارس 1889 بمدينة ميلانو، وتوفي سنة 22 يونيو 1966 في ميلانو)، لاعب كرة قدم (وسط) إيطالي سابق. لعب لنادي إيه سي ميلان 12 موسما في الفتر من عام 1908 إلى 1921. و لعب معهم ما يقارب 124 مباراة، و كان قائدا للميلان في الفترة ما بين 1919 و1921.